# Zela (socken)
Zela (kinesiska: 则拉乡, 则拉) är en socken i Kina. Den ligger i provinsen Sichuan, i den sydvästra delen av landet, omkring 240 kilometer sydväst om provinshuvudstaden Chengdu. Antalet invånare är 3 004. Befolkningen består av 1 436 kvinnor och 1 568 män. Barn under 15 år utgör 34 %, vuxna 15-64 år 60 %, och äldre över 65 år 5,0 %.
Genomsnittlig årsnederbörd är 1 391 millimeter. Den regnigaste månaden är juli, med i genomsnitt 272 mm nederbörd, och den torraste är januari, med 7 mm nederbörd.